# Diapausa

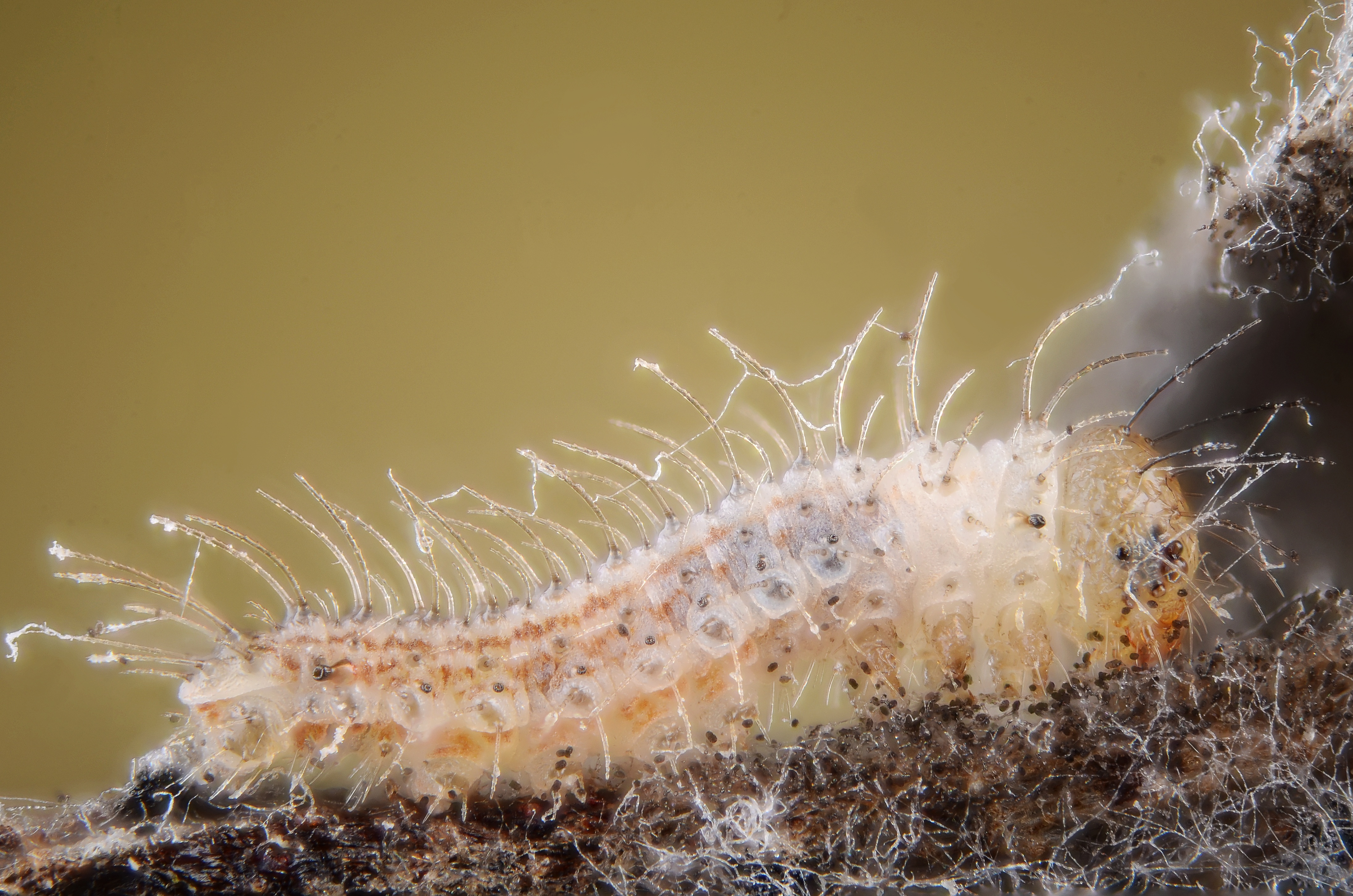
Primer instant de la diapausa hivernal en l'espècie d'eruga Pyronia tythonus.

Diapausa és el retard en el desenvolupament en resposta a períodes recurrents i regulars de condicions mediambientals adverses. Es considera un estadi fisiològic de dormància sota unes condicions molt específiques d'inhibició i iniciació. La diapausa és el mecanisme usat per tal de sobreviure a condicions desfavorables predictibles com són les temperatures extremes, la secada o la disponibilitat reduïda d'aliments. La diapausa s'observa més freqüentment en artròpodes especialment els insectes, i en l'embrió de moltes de les espècies ovípares de peixos dins l'ordre Cyprinodontiformes. (la diapausa no es dona en embrions de les espècies vivípares dels peixos Ciprinodontiformes.)
La diapausa no és només induïda en un organisme per estímuls específics o condicions, però una vegada que s'ha iniciat, només certs altres estímuls són capaços de portar l'organisme fora de la diapausa. La darrera característica és essencial per distingir la diapausa com un fenomen diferent d'altres formes de dormància com l'estratificació, i hibernació.
Els nivells d'activitat dels estadis de diapausa poden variar considerablement entre espècies. La diapausa poden ocórrer en estadis completament immòbil com la pupa o l'ou o en estadis molt actius que comportin migracions extenses, com en l'adult de la papallona Monarca (Danaus plexippus. En els casos que l'individu roman actiu, l'alimentació es redueix i el desenvolupament reproductiu s'alenteix o s'atura.

## Fases de la diapausa d'un insecte
La diapausa dels insectes és un procés dinàmic que té diverses fases. Mentre que la diapausa varia considerablement entre un tàxon d'insectes i un altre, aquestes fases es poden caracteritzar per determinats conjunts de processos metabòlics i per la resposta de l'insecte a certs estímuls ambientals. La diapausa pot ocórrer durant qualsevol etapa del desenvolupament en els artròpodes, però cada espècie exhibeix la diapausa en fases específiques de desenvolupament. La reducció del consum d'oxigen és típica com també la reducció d'alimentació i de moviments.

### Comparació dels períodes de diapausa
L'estadi sensible és el període on els estímuls han de dispara-se en l'organisme. Uns exemples serien:
- Diatraea grandiosella (barrinador del blat de moro) – estadi sensible: larva primera, diapausa: larva tardana[7]
- Sarcophaga argyrostoma – estadi sensible: de larval mitjà a tardà, diapausa: pupa
- Lepinotarsa decemlineata (escarabat de la patata)– estadi sensible: primer d'adult, diapausa: adult tardà
- Bombyx mori (cuc de la seda) – estadi sensible: embrionari tardà (ou) a larval primer, diapausa: embrionari

### Inducció
És una fase genèticament predeterminada i ocorre amb estrès mediambiental avançat. L'estadi sensible pot tenir lloc din del període de vida de la diapausa individual o en generacions precedents, particularment en la diapausa de l'ou. Durant aquest estadi l'organisme és sensible a estímuls externs com canvis del fotoperíode, termoperíode o al·leloquimics de les plantes alimentàries.

### Preparació
Alguns insectes poden no tenir aquesta fase i passar directament de la inducció a la iniciació. En aquesta fase l'insecte acumula molècules de reserva com lípids, proteïnes i carbohidrats. La composició de la cutícula es pot alterar per evitar la dessecació.

### Iniciació
El fotoperíode és l'estímul més important per iniciar la diapausa. Aquesta fase comença quan cesa el desenvolupament morfològic. En alguns casos hi pot haver muda i canvi de color. Per resistir el fred hi pot haver canvis enzimàtics. Els insectes poden migrar per passar l'hivern.

### Manteniment
Durant aquesta fase els insectes experimenten un metabolisme reduït i es manté la parada dels desenvolupament.

### Acabament
En insectes pot ser espontània, sense estímuls externs. En els que tenen diapausa facultativa hi pot haver estímuls que són importants per evitar acabar la diapausa massa aviat.

### Quiescència de postdiapausa
La diapausa sovint acaba abans del final de les condicions desfavorables i és seguida per un estadi de quiescència. Això permet l'insecte suportar condicions desfavorables i aprofitar les bones condicions tan aviat com sigui possible.

## Regulació de la diapausa
En insectes els estímuls mediambientals interaccionen amb la preprogramació genètica.

### Reguladors mediambientals
Els estímuls del fotoperíode poden ser de dia llarg o de dia curt. Les temperatures tant poden ser un factor regulador com modificador de la resposta al fotoperíode. El termoperíode també és un regulador. El mateix passa amb la disponibilitat d'aliment. A la llagosta del desert, Schistocerca gregaria, una hormona vegetal anomenada giberel·lina estimula el desenvolupament reproductiu.